# Крицун Михайло Антонович
Михайло Антонович Крицун (1928, Івано-Франківська область — ?) — український радянський діяч, буровий майстер Болехівської контори буріння Івано-Франківської області. Депутат Верховної Ради СРСР 6-го скликання.

## Біографія
Народився в селянській родині. Освіта неповна середня.
З 1946 року — бурильник, з 1948 року — буровий майстер Болехівської контори буріння Станіславської (Івано-Франківської) області.
Член КПРС з 1961 року.